# Кобальт-60
Ко́бальт-60, радіоко́бальт — радіоактивний нуклід хімічного елемента кобальту з атомним номером 27 і масовим числом 60. У природі практично не зустрічається через малий період піврозпаду. Відкритий в кінці 1930-х років Ґ. Сіборґом і Дж. Лівінгудом в Каліфорнійському університет в Берклі.
Активність одного грама цього нукліда становить близько 41,8 ТБк.
Кобальт-60 має найбільший час життя з радіоактивних ізотопів кобальту, і має важливі практичні застосування.

## Утворення і розпад

Гамма-спектр розпаду кобальту-60. Видно лінії, що відповідають енергіям 1,1732 і 1,3325 МеВ

Кобальт-60 є дочірнім продуктом β−-розпаду нукліда 60Fe (період напіврозпаду складає 1,5(3)× 106 років):
{\displaystyle \mathrm {{}_{26}^{60}Fe} \rightarrow \mathrm {{}_{27}^{60}Co} +e^{-}+{\bar {\nu }}_{e}.}
Кобальт-60 також зазнає бета-розпаду (період напіврозпаду 5,2713 років), в результаті якого утворюється стабільний ізотоп нікелю 60Ni:
{\displaystyle \mathrm {^{60}_{27}Co} \rightarrow \mathrm {^{60}_{28}Ni} +e^{-}+{\bar {\nu }}_{e}.}
Основний стан ядра 60Co має спін і парність J π = 5+, а основний стан дочірнього ядра 60Ni має J π = 0+. Тому бета-розпад в основний стан дуже сильно подавлений у зв'язку з великою зміною спіну, яка була б потрібна для такого переходу. Бета-розпади 60Co відбуваються лише у збуджені стани 60Ni, що мають великий спін: 1,332 МеВ (2+), 2,158 МеВ (2+) і 2,505 МеВ (4+).
Найімовірнішим є випускання електрона і антинейтрино з сумарною енергією 0,318 МеВ, 1,491 МеВ і 0,665 МеВ (в останньому випадку ймовірність становить всього 0,022 %). Після їх випускання нуклід 60Ni одразу перебуває, зазвичай, на одному з трьох енергетичних рівнів з енергіями 1,332, 2,158 і 2,505 МеВ (залежно від того, яку енергію винесла пара електрон/антинейтрино), а потім переходить в основний стан, випромінюючи гамма-кванти (3 рівня дають в комбінації 6 можливих енергії гамма-випромінювання) або передаючи енергію конверсійним електронам. Найімовірнішим є випромінювання квантів з енергією 1,1732 МеВ і 1,3325 МеВ. Повна енергія розпаду кобальту-60 становить 2,823 МеВ.

## Ізомери
Відомий єдиний ізомер 60mCo з наступними характеристиками:
- Надлишок маси: −61 590,4(6) кеВ;
- Енергія збудження: 58,59(1) кеВ;
- Період напіврозпаду: 10,467(6) хв;
- Спін і парність ядра: 2+.

Розпад ізомерного стану відбувається наступними каналами:
- ізомерний перехід в основний стан (ймовірність ~100 %);
- β−-розпад (ймовірність 0,24(3) %) в нікель-60.

## Отримання
Кобальт-60 отримують штучно, піддаючи єдиний стабільний ізотоп кобальту 59Co бомбардуванню тепловими нейтронами (в атомному реакторі або з допомогою нейтронного генератора).

## Застосування
Кобальт-60 використовується у виробництві джерел гамма-випромінювання з енергією близько 1,3 МеВ, які використовуються для:
- стерилізації харчових продуктів, медичних інструментів та матеріалів;
- активації посівного матеріалу (для стимуляції росту та врожайності зернових і овочевих культур);
- знезаражування і очищування промислових стоків, твердих і рідких відходів різних видів виробництв;
- радіаційної модифікації властивостей полімерів та виробів з них;
- радіохірургії різних патологій (див. кобальтова гармата, гамма-ніж[ru]);
- гамма-дефектоскопії.

Кобальт-60 використовується також в системах контролю рівня металу в кристалізаторі при безперервному розливі сталі.
Є одним з ізотопів, що використовуються в радіоізотопних джерелах енергії.